# Єлизавета Софія Бранденбурзька
Єлизаветта Софія Бранденбурзька (нім. Elisabeth Sophie von Brandenburg; 4 липня 1589, Берлін — 24 грудня 1629, Франкфурт-на-Одері) — принцеса Бранденбурзька, княгиня Радзивіл і герцогиня Саксен-Лауенбургська. Представниця роду Гогенцоллернів.

## Біографія
Єлизаветта Софія — дочка курфюрста Бранденбурга Йоганна Георга і його третьої дружини Елізабет Ангальтської, доньки князя Йоахіма Ернста Ангальтського.
Вперше Єлизавета Софія вийшла заміж 27 березня 1613 в Берліні за Януша Радзивілла, у них народилися:
- Елізабет Елеонора (5 травня 1615, Ґданьськ — 5 серпня 1633, Дрезден);
- Ян Єжи (28 листопада 1616, Торґау на Ельбі/[3] — 1618) — помер через кілька днів;
- Зофія Агнєшка (18 травня 1618, Смользин коло Ґданьська – 1637, Дрезден);
- Богуслав (3 травня 1620—1669[4][5]) — хорунжий, конюший великий литовський.

У 1628 році Єлизавета Софія продала виділені їй володіння місто і замок Ліхтенберг в князівстві Байрейт своєму братові маркграфу Крістіану Бранденбург-Байрейтському. Князь Януш придбав володіння в 1617 році для своєї дружини на випадок вдівства за 100 тисяч гульденів у сімейства Вальденфельс.
Другим чоловіком Єлизавети Софії 27 лютого 1628 став герцог Юліус Генріх Заксен-Лауенбургзький, у них народився син Франц Ердман Заксен-Лауенбургзький. Елизаветта Софія похована в церкві Святої Марії у Франкфурті-на-Одері.